# География Республики Гаити

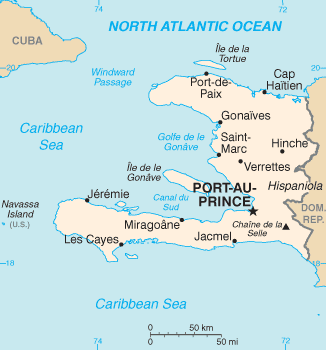

Республика Гаити находится в Карибском море на западе острова Гаити (занимает 26 % его площади).
Она включает также прибрежные острова Тортю и Гонав. На севере омывается Атлантическим океаном, а на юге — Карибским морем. Гаити — третья по площади страна в Карибском море после Кубы и Доминиканской республики, с которой Республика Гаити граничит на протяжении 360 км. Республика имеет вторую по длине (после Кубы) на Больших Антильских островах береговую линию (1171 км), имеет морские границы с Кубой и Багамскими островами.
С востока на запад страну пересекают сильно расчленённые горные хребты, окаймлённые узкими прибрежным равнинами.
Северная часть страны занята Северным хребтом и Северной равниной. Первый, являясь продолжением Кордильеры-Сентраль (крупнейшего горного хребта острова Гаити, полностью расположенного в пределах Доминиканской республики), начинается у восточной границы страны, к северу от реки Гуаямук, и простирается на северо-запад, к северо-западному полуострову. К северу от Северного хребта, вдоль Атлантического океана, располагается неширокая Северная равнина. В центральной части страны — две равнины и две горные цепи. Южнее Северного хребта, по обоим берегам реки Гуаямук, с юго-востока на северо-запад протянулось Центральное плато. К юго-западу от плато — хребет Монтань-Нуар, соединяющийся в своей северо-западной части с Северным хребтом.
На юге республики Гаити — впадина Кюль-де-Сак и горы  полуострова Тибурон. Горная цепь Сель, представляющая собой продолжение южной горной цепи Доминиканской республики Сьерра-де-Баоруко, простирается от горного массива Сель на востоке к хребту От на западе; высшей точкой хребта Сель является и высшая точка республики — пик Ла-Сель (2680 м).
Главная река республики Гаити — Артибонит, берущая начало в западной части Доминиканской республики, протекающая на большей части своего протяжения по территории республики Гаити и впадающая в залив Гонав. Артибонит является и длиннейшей рекой всего острова Гаити. В долине реки Артибонит находится основной район возделывания зерновых культур в республике.
Территория республики сложена меловыми и палеоген-неогеновыми отложениями; с последними связаны значительные месторождениями алюминиевых руд. Почвы — коричнево-красные и горные коричнево-красные ферралитизированные (богатые окислами железа).

## Острова
Часть территории Гаити составляют небольшие прибрежные острова. Наиболее примечательные из них:
- Гонав (фр. Île de la Gonâve) — крупнейший из островов, находящихся вблизи острова Гаити. Он располагается в заливе Гонав к западо-северо-западу от города Порт-о-Пренс. Его площадь составляет 743 км². У таино он назывался Гуанабо (Guanabo). Когда-то Гонав был пристанищем пиратов.
- Тортю (Тортуга, фр. Île de la Tortue — «Черепаха», своё название получил по сходству очертаний береговой линии) — второй по величине прибрежный остров после Гонава. Расположен у северо-западного побережья острова Гаити. В XVII веке этот остров был центров пиратской активности в Карибском море, позднее получив благодаря этому популярность в литературных произведениях и фильмах. Площадь — 180 км².
- Ваш (фр. Île à Vache — «Коровий остров») — небольшой зелёный остров на юго-западе от острова Гаити. Общая площадь — 52 км².
- Кайемиты (фр. Les Cayemites) — пара островов — Птит-Кайемит (фр. Petite Cayemite) и Гранд-Кайемит (фр. Grande Cayemite) — находящихся в заливе Гонав у юго-западной оконечности острова Гаити. Их общая площадь 45 км².

## Землетрясения
- Землетрясение 2010 года произошло с эпицентром в 16 км от столицы Республики Гаити — города Порт-о-Пренс.